# Rumer Spitze
Die Rumer Spitze ist ein 2454 m ü. A. hoher Berg in der Nordkette im Karwendel in Tirol. Sie ist eine der höchsten Erhebungen der östlichen Nordkette und wegen ihrer Aussicht über das Inntal und die Stadt Innsbruck beliebt.

## Lage
Die Rumer Spitze erhebt sich im Norden der Marktgemeinde Rum und des Innsbrucker Stadtteils Arzl. Westlich liegt die Arzler Scharte (2158 m ü. A.), der Übergang zur Mandlspitze (2366 m ü. A.) und zum Gleirschtaler Brandjoch (2372 m ü. A.); östlich das Kreuzjöchl (2121 m ü. A.), der Übergang zur 2306 m ü. A. hohen Thaurer Jochspitze. Nördlich des Berges befindet sich die Pfeis, der Talschluss des Samertals. 
Die Südflanke der Rumer Spitze ist von steilen Grashängen und Schrofen geprägt, die Nordseite hat hingegen den Charakter einer plattigen Felswand.

## Routen zum Gipfel
Den wichtigsten Weg auf die Rumer Spitze bildet der von der Arzler Scharte zum Gipfel verlaufende ausgeprägte Westgrat (UIAA II). Diese Route ist einerseits deshalb beliebt, weil sie von der Station Hafelekar der Nordkettenbahn mit relativ geringem Höhenunterschied erreichbar ist, andererseits weil die Schutthalde, die von der Arzler Scharte südwärts hinabzieht (Arzler Reise), einen direkten Abstieg nach Innsbruck ermöglicht. Ein weiterer Weg (UIAA I) führt vom Kreuzjöchl im Osten zum Gipfel. Die weglose Route durch den Lawinengraben Alblehner über die Südflanke und den Südgrat (UIAA II-) wird im Sommer selten gewählt, kann jedoch im Frühling als Skitour begangen werden. 
Stützpunkte an der Rumer Spitze sind im Süden die Enzianhütte (1041 m ü. A.), die Rumer Alm (1243 m ü. A.) und die Thaurer Alm (1464 m ü. A.), im Norden die Pfeishütte (1922 m ü. A.). An der Südflanke gibt es eine kleine Biwakschachtel.

## Trivia
Regionale Bekanntheit erlangte Hans Hölbling aus Thaur, der die Rumer Spitze bis zu 230 mal im Jahr zu allen Jahreszeiten besteigt, manchmal sogar mehrmals an einem Tag. Im Jahr 2023 zählte er seine zweitausendste Besteigung.

## Weitere Ansichten der Rumer Spitze

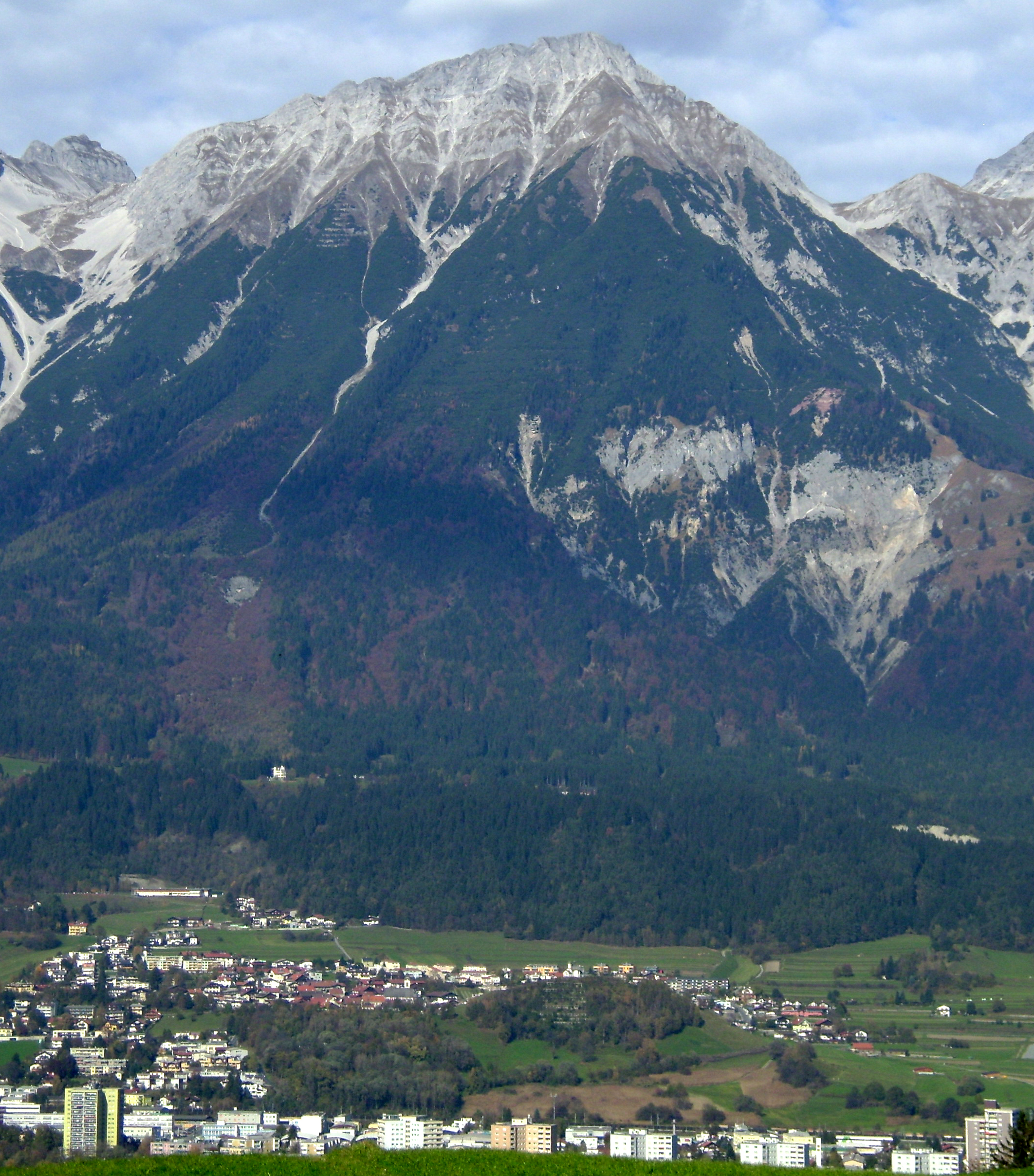
Die Rumer Spitze von Innsbruck. Im Vordergrund das Olympische Dorf und Arzl
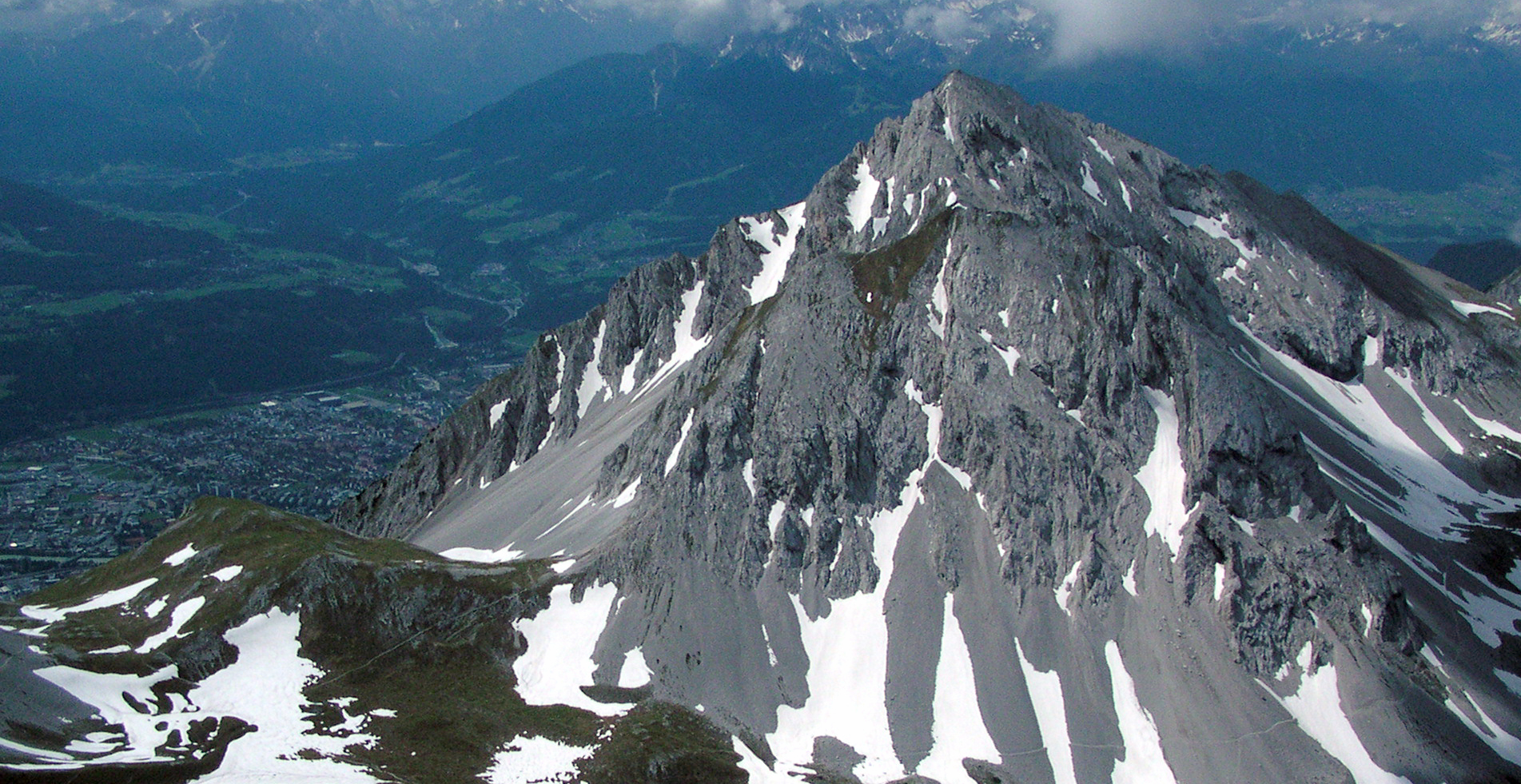
Die Rumer Spitze von der Stempeljochspitze im Nordosten. Links das Kreuzjöchl, im Hintergrund Innsbruck
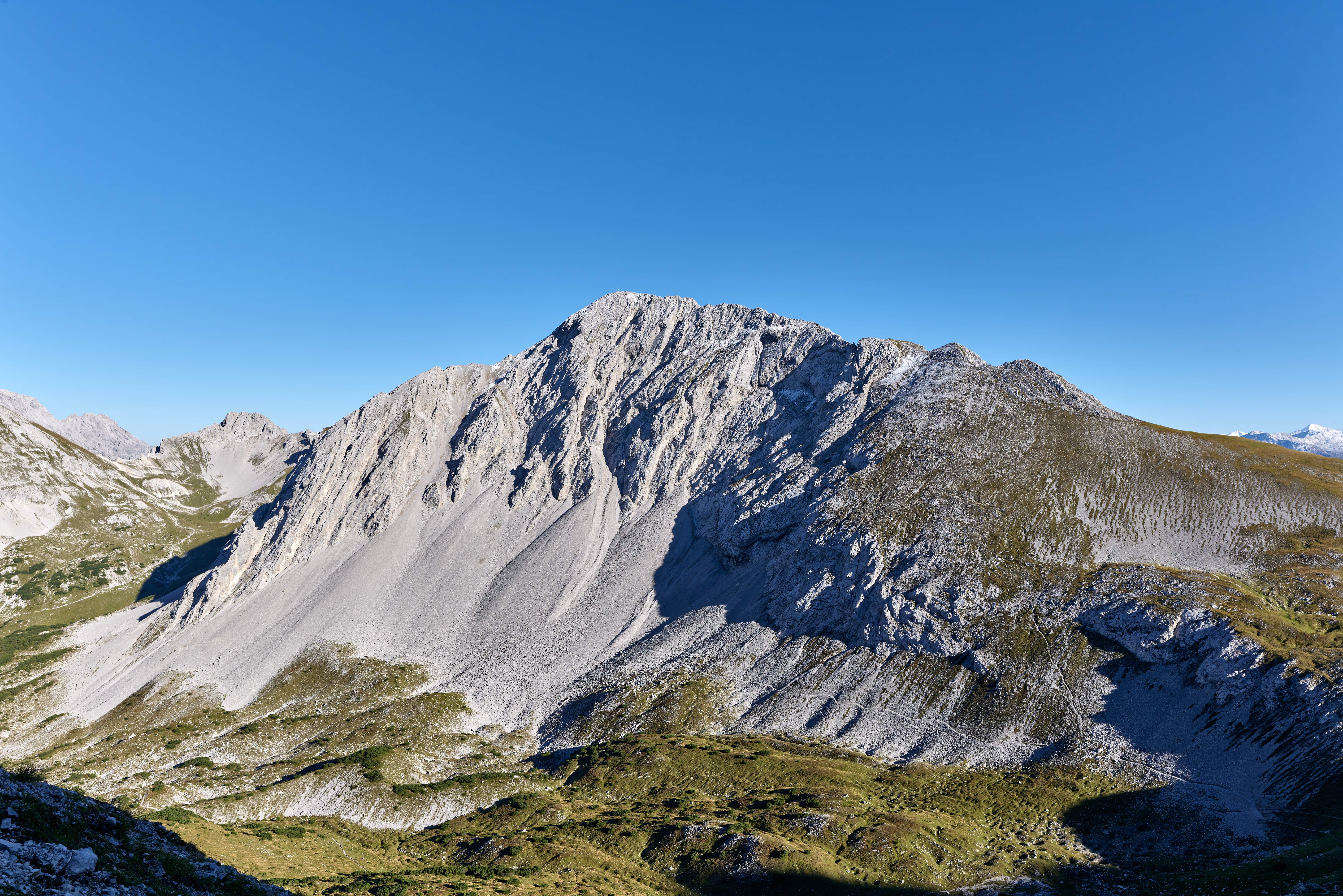
Rumerspitze von der Mandlscharte